# Snot (репер)
Еді Джуніор Едуард (англ. Edy Junior Edouard), знаний як SNOT (стилізовано як $NOT) — американський репер. Народився у Нью-Йорку, у сім років переїхав до Лейк-Ворт-Біч, штат Флорида, де у 2016 році почав викладати пісні на SoundCloud. Снот став відомим після виходу свого проривного синглу «Gosha» у вересні 2018 року. Наразі він підписаний на 300 Entertainment.

## Біографія
Едуард народився у родині гаїтянських та домініканських батьків у Брукліні, Нью-Йорк, а у віці 7 років переїхав до Лейк-Ворт-Біч, штат Флорида. На початку 2016 року він розпочав свою музичну кар'єру на SoundCloud. У вересні 2018 року він випустив сингл «Gosha», який вивів його на реп-сцену і дав старт його медіа-популярності.

## Кар'єра

### 2017: Початок
Снот розпочав свою музичну кар'єру у 2016 році, коли навчався у середній школі, розповівши Джеку Енджелу з Complex, що «слухав таких чуваків, як Xavier Wulf, Bones, Yung Lean, Lil Wayne і Tyler, the Creator... а також мемфіських виконавців, таких як Shawty Pimp і впливовий гурт Three 6 Mafia». Снот детальніше розкрив цю тему, заявивши інтерв'юерам: «Ось так я потрапив у цю справу, і все почало відбуватися. Мій друг Wetback Manny вже викладав всяке лайно на SoundCloud, і він познайомив мене із записом і тим, як користуватися мікрофоном. Тоді я робив це сам, але в мене був USB-мікрофон, і це було щось на кшталт мотлоху. Але потім у Менні з'явився конденсаторний мікрофон, так що, думаю, мені пощастило».

### 2018-19:The Tissue FilesіGosha
24 квітня 2018 року Снот випустив свій перший мініальбом «The Tissue Files», до якого увійшли куплети Cameronazi та Subjectz, а також біти від Frakcija, Kaji, Windxws та YZ. 7 вересня 2018 року Снот випустив «Gosha», спродюсовану YZ, пісня завірусилась, і станом на червень 2023 року набрала 23 мільйони переглядів на YouTube і 300 мільйонів прослуховувань у Spotify.
Сингл Snot «Billy Boy» увійшов до пілотного епізоду американської підліткової драми HBO Ейфорія.

### 2020-сьогодення:Tragedy +,Beautiful HavocіEthereal
Після успіху синглів «Gosha» та «Megan» Снот підписав контракт з лейблом 300 Entertainment. 6 березня 2020 року Снот випустив дебютний студійний альбом «Tragedy +», до якого увійшли вищезгадані сингли за участі Maggie Lindemann та Wifisfuneral.
24 вересня 2020 року Снот випустив «Revenge», перший сингл зі свого другого альбому, разом із відеокліпом, знятим режисером Коулом Беннеттом під егідою його мультимедійної компанії Lyrical Lemonade. Снот об'єднався з Flo Milli для другого синглу проєкту, «Mean», 15 жовтня 2020 року, який супроводжувався ще одним кліпом Коула Беннетта. 30 жовтня 2020 року Снот випустив свій другий студійний альбом під назвою «Beautiful Havoc» на лейблі 300 Entertainment. У проєкті взяли участь Iann Dior, Denzel Curry та Flo Milli, і він посів 172 місце в чарті Billboard 200. Після альбому Snot випустив ще п'ять музичних відеокліпів: «Who Do I Trust» 5 листопада 2020 року, «Watch Out» 13 грудня 2020 року, «Like Me» 15 січня 2021 року, «Sangria» (за участі Дензела Каррі) 17 лютого 2021 року та «Life» 30 березня 2021 року.
9 квітня 2021 року Снот випустив сингл «Whipski», за участі репера Lil Skies. Очікується, що він стане лід-синглом до його третього альбому. «Whipski» став першою піснею Снота, яка потрапила до великого чарту, посівши 25 місце в Bubbling Under Hot 100. 28 травня 2021 року Снот співпрацював з репером Cochise над піснею «Tell Em». Ця пісня стала дебютною для нього та Cochise у Billboard Hot 100, посівши 64-те місце.
24 листопада 2021 року Снот випустив сингл «Go». За ним вийшов сингл «Doja» з ASAP Rocky, випущений 4 лютого 2022 року. Обидва сингли увійшли до його третього альбому «Ethereal», який Снот випустив 11 лютого 2022 року. У записі альбому взяли участь ASAP Rocky, Teddi Jones, Trippie Redd, Kevin Abstract, Juicy J та Joey Badass. Снот закінчив 2022 рік синглом «SIMPLE», який вийшов одночасно з відеокліпом 14 жовтня 2022 року.

## Дискографія

### Студійні альбоми
- 2020 — Tragedy +
- 2020 — Beautiful Havoc
- 2022 — Ethereal

### Мініальбоми
- 2018 — The Tissue Files